# Baszta Prochowa w Rydze
Baszta Prochowa (łot. Pulvertornis) – baszta o wysokości 25,6 m, będąca częścią systemu fortyfikacji Rygi. Jest jedyną zachowaną do dzisiejszych czasów basztą fortyfikacyjną w Rydze, obecnie mieści się w niej Łotewskie Muzeum Wojny.

## Historia
Pierwsza wzmianka o baszcie pochodzi z 1330 roku; nazywana była wówczas Smilšu (piaskowa). W tamtym czasie w Rydze znajdowało się 28 takich wież, z których 18 wchodziło w skład miejskich fortyfikacji i tylko ta jedna przetrwała do dziś. Była położona w strategicznym miejscu, jako że strzegła wjazdu do Rygi przy głównej drodze łączącej miasto ze Wschodem. W 1621 roku baszta została zniszczona podczas wojny polsko-szwedzkiej przez wojska szwedzkie dowodzone przez Gustawa II Adolfa, a w 1650 roku ją odbudowano. Dla upamiętnienia II wojny północnej w mury wieży wbudowano kule armatnie. Obecną nazwę baszta otrzymała w XVII wieku ze względu na to, że przechowywano w niej wówczas proch. W wieży znajdowało się 11 armat, później mieściło się w niej więzienie oraz sala tortur, a broń była tam przechowywana do 1883 roku. W 1892 roku stała się siedzibą niemieckiej korporacji akademickiej Rubonia.
W latach 1920–1940 była siedzibą Łotewskiego Muzeum Wojny. W 1937 roku rozpoczęto budowę budynku przyległego do baszty. 10 maja 1940 roku z udziałem prezydenta Łotwy Kārlisa Ulmanisa uroczyście go otwarto, organizując w nim i baszcie wystawę trofeów myśliwskich. W czasach okupacji niemieckiej działał tam szpital wojenny oraz skład amunicji, po II wojnie światowej funkcjonowała w tym zespole szkoła marynarki wojennej, a w 1957 roku otwarto tu muzeum rewolucji październikowej. 15 czerwca 1990 rząd łotewski przyjął dekret o ponownym założeniu Łotewskiego Muzeum Wojny z siedzibą w baszcie.